# Richmond (KwaZulu-Natal)
Richmond es un municipio local sudafricano situado en el distrito de Umgungundlovu, en la provincia de KwaZulu-Natal.

## Superficie
Richmond tiene una superficie de 1231 km².

## Demografía
En 2022, tenía 62 754 habitantes, una densidad poblacional de 50,96 hab./km², y 13 580 viviendas.